# Charles De Geer
Charles De Geer (Finspång, 30 gennaio 1720 – Stoccolma, 7 marzo 1778) è stato un entomologo svedese.
De Geer, la cui famiglia era di origini olandesi, passò la sua infanzia nei Paesi Bassi, a Utrecht. In seguito tornò in Svezia e all'Università di Uppsala, dove fu allievo di Linneo. Membro dell'Accademia reale svedese delle scienze in Svezia dall'età di 19 anni.
La sua collezione entomologica è conservata presso il Museo svedese di storia naturale di Stoccolma.

## Taxa descritti
- Dermaptera (1773)
- Anobium punctatum (1774)
- Platycerus caprea (1774)
- Stereonychus fraxini (1775)
- Episyrphus balteatus (1776)
- Pediculus humanus capitis (1778)

## Opere
- De Geer, 1744-1747 - Tal om nyttan, som Insecterne och deras skärskådande, tilskynda oss … Stoccolma.
- De Geer, 1752-1778 - Mémoires pour servir à l'histoire des insectes. Grefing & Hesselberg, Stoccolma.
- De Geer, 1754 - Tal, om insecternas alstring. Stoccolma.
- De Geer, 1776-1783 Abhandlungen zur Geschichte der Insecten. Müller & Raspe, Lipsia, Nürnberg (pubblicazione postuma).
- De Geer, 1783 - Genera et species insectorum. Crusium, Lipsia (pubblicazione postuma).